# エリオット・スミス
エリオット・スミス（英語: Elliott Smith）の名で知られるスティーヴン・ポール・スミス（英語: Steven Paul Smith、1969年8月6日 - 2003年10月21日）は、アメリカ合衆国のシンガーソングライター。
オルタナティヴ・ロック・バンド、ヒートマイザーの一員として活動中の1994年にソロ・デビュー。1996年にヒートマイザーが解散した後はソロ活動に専念し、1997年の映画『グッド・ウィル・ハンティング/旅立ち』に提供した「Miss Misery」がアカデミー歌曲賞にノミネートされたことで一躍脚光を浴びる。
6枚目のアルバムを制作中であった2003年10月21日、カリフォルニア州ロサンゼルスの自宅で胸に2箇所の刺し傷を負い、死亡。要因は今も不明。
『ローリング・ストーン』誌の2007年11月号の企画、「ローリング・ストーンの選ぶ歴史上最も過小評価されている25人のギタリスト」において第23位。

## 経歴

### 生い立ち
1969年8月6日、エリオット・スミスはネブラスカ州オマハにて医学生の父親と小学校の音楽教師の母親の間に生まれた。およそ1年後に両親は離婚し、スミスは母親に引き取られる。移り住んだテキサス州で幼いスミスは継父チャーリーとの関係に苦しむことになる。当時の彼の苦悩は、後年に書かれた「Some Song」の一節で示唆されている。「チャーリーは来る日も来る日もお前を痛めつける。大人になる頃にはお前はおかしな奴になっている」。
スミスは9歳のときにピアノを、10歳でギターを始める。彼の音楽の才能は早くから発揮されており、自作のピアノ曲で賞をもらったこともあった。14歳のとき、オレゴン州ポートランドの実父のもとに移る。この頃、借り物の4トラックレコーダーで最初のレコーディングを行っている。また、友人の影響でドラッグやアルコールに手を出すようになった。高校在学中にはStranger Than Fiction、A Murder of Crows、The Greenhouseというバンドに所属した。
高校卒業後、彼は「エリオット」と名乗るようになる。この名前の由来については諸説あるがはっきりしない。スミス自身は本名の「スティーヴ」という響きが「ジョックみたいに聞こえる」という理由で気に入っておらず、「スティーヴン」だと「ガリ勉ぽい」と思っていたらしい。

### ヒートマイザー時代
大学時代に、彼は級友のニール・ガストと共にヒートマイザーを結成する。卒業後、トニー・ラッシュとブランド・ピーターソンが加入し、1992年頃からポートランド周辺で活動を始める。バンドは『Dead Air (1993年)』、『Cop and Speeder (1994年)』、『Yellow No. 5 EP (1994年)』をフロンティア・レコードから、最後のアルバムとなる『Mic City Sons (1996年)』をヴァージンからリリースした。1994年頃からスミスはヒートマイザーと並行してソロ活動を開始したが、彼のソロ・キャリアにおける成功はバンド・メンバーとの間に緊張を生じさせた。結局、ヒートマイザーは『Mic City Sons』の完成後、そのリリースを待たずして解散する。のちにスミスはヒートマイザー時代を振り返って「僕の書いた曲をロックのテーマソングみたいにされてしまうのはうんざりだった」と語る一方で、それにもかかわらずバンドを辞めなかったのは友人であるニール・ガストのためだったと述べている。

### アルバム『ローマン・キャンドル』
最初のソロ・アルバム『ローマン・キャンドル』は、当時のガールフレンドの勧めで「アコースティックギターと借り物の4トラックで録音した8曲」の音源をCavity Search Recordsに送ったことがきっかけとなった。これを聴いたレーベルのオーナーはすぐにフル・アルバムとしてのリリースを持ちかけ、ミニ・アルバムでの契約を予想していたスミスを驚かせた。
「当時の北西部はマッドハニーやニルヴァーナが全盛で、そんな中でアコースティックのショウをやるなんて思いつかなかったよ。まるで処刑されるためにのこのこ這いつくばって出ていくようなものだろ」。
スミスのソロ・デビュー・ライブは、1994年9月17日にUmbra Penumbraで行われた。その後、メアリー・ルー・ロードの前座を依頼され、1週間ほどのアメリカ・ツアーに帯同した。何度かの短いツアーの後、スミスは「I Figured You Out」をメアリー・ルー・ロードに提供し、レコーディングにも参加した。

### アルバム『エリオット・スミス』と『イーザー / オア』
1995年、アルバム『エリオット・スミス』をKill Rock Starsからリリース。セルフタイトルであるが、スミス本人は同作を「名前のないアルバム」と表現していた。大部分はスミスが一人でレコーディングしたが、旧友のニール・ガストが「Single File」の、ザ・スピネインズのレベッカ・ゲイツが「St. Ides Heaven」の演奏に参加した。前作の作風を踏襲しつつ、さらに発展させた内容となっている。ドラッグとアルコール中毒を想起させる曲が多いが、スミスによればそれは表面的な解釈にすぎないという。後年、スミスはこのアルバムによって彼自身が「本当に暗くて落ち込んだ人間」だというイメージを世間に与えてしまったと振り返り、その後は意識して違った雰囲気の曲も書くようにしたと語っている。

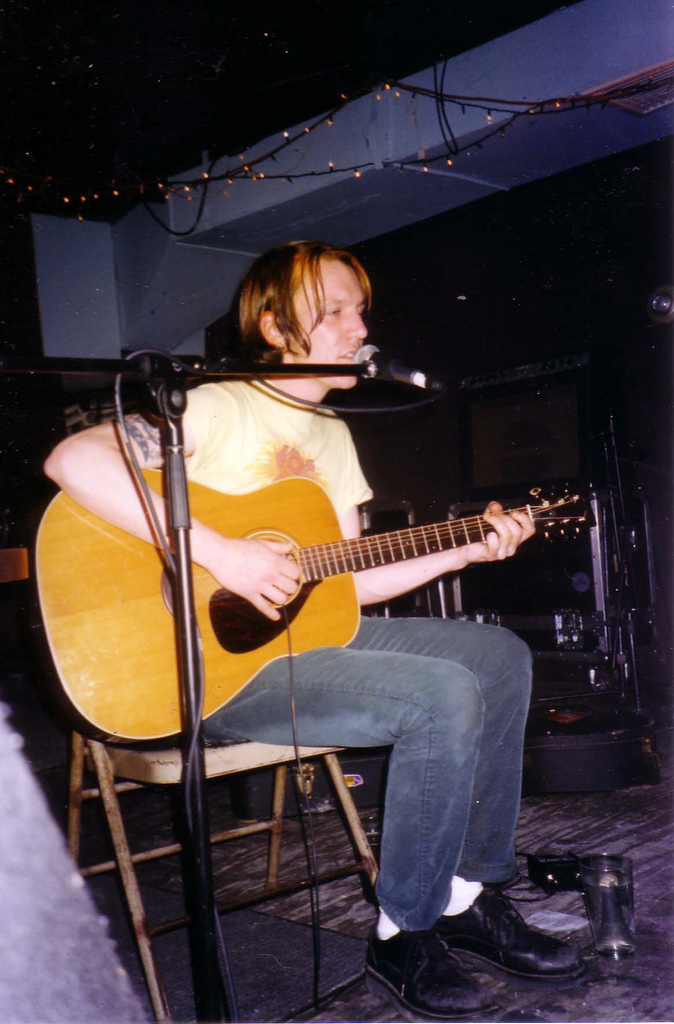
ニューヨーク 1997年

1996年、ジェム・コーエンがスミスにフォーカスをあてたショートフィルム『Lucky Three』を撮影。この中で披露された2曲は、1997年にKill Rock Starsからリリースされたサード・アルバム『イーザー / オア』に収録された。このアルバムではベース、ドラム、キーボード、エレクトリックギターなど、前作と比べて多種多様な楽器が用いられた。なお、すべての楽器をスミス自身が演奏している。アルバムのタイトルはデンマークの哲学者キェルケゴールの同名の著書(「あれか、これか」: 実存的な絶望、恐怖、死、および神といったテーマを扱っている )から名付けられた。前作から一転、暖かみを増した本作はインディーズ時代の代表作とされている。この時期、スミスはすでに重度の飲酒癖を抱えていたが、それに加えて抗うつ薬を服用するようになる。また、ポートランドを離れ、ブルックリンに引っ越している。

### 「Miss Misery」とアカデミー賞
1996年、スミスは映画監督ガス・ヴァン・サントから彼の映画『グッド・ウィル・ハンティング/旅立ち』のサウンドトラックの依頼を受け、書き下ろしの新曲「Miss Misery」、オーケストラバージョンの「Between The Bars」およびリリース済みの3曲を提供した。1997年に公開された映画は成功をおさめ、スミスの「Miss Misery」も翌年のアカデミー歌曲賞にノミネートされた。
1998年、アカデミー賞会場でスミスは白いスーツを着て短縮版の「Miss Misery」をオーケストラをバックに演奏した。結局、セリーヌ・ディオンが歌った、映画『タイタニック』の主題歌「マイ・ハート・ウィル・ゴー・オン」が受賞したが、スミスからは落胆した様子はうかがえなかった。後に彼はアカデミー賞での演奏をこう振り返っている。
「すごくシュールな体験だった。僕は作曲することと同じくらいライブも好きなんだけど、アカデミー賞での演奏は本当に不思議だった。曲は2分以下にカットされたし、そこにいた観客のほとんどは僕の演奏を聴きにきたわけじゃなかった。こんな世界に僕は住みたいとは思わない。でも1日だけなら月の上を歩いてみるのも悪くなかったよ」。

### アルバム『XO』と『フィギュア8』
1998年、スミスはメジャーレーベルのDreamWorks Recordsに移籍する。インディーズからのステップアップを果たす一方で、当時の彼は深刻なうつ病を患っており、周囲に自殺願望を口にするようになっていた。実際に少なくとも一度、本気で自殺を試みている。ノースカロライナに滞在中のある日、酩酊状態になったスミスは崖から飛び降りた。彼は木の上に落下し、枝が彼の体を貫いたが、結果的にそれが自殺を阻止した形となった。後のインタビューでこの事件について聞かれた彼はこう答えた。
「そう、崖から飛び降りたのは本当だよ。だけど、その話題はやめようよ」。
Cavity Search Records幹部のクリストファー・クーパーは当時の様子をこう振り返っている。「彼がポートランドにいた頃、私は何度も彼に自殺を思いとどまらせた。彼は才能ある人間で生きる価値があるということ、そしてみんなが彼を愛しているということを繰り返し伝えたんだ」。
DreamWorksでの最初のアルバムとなる『XO (エックス・オー)』はロブ・シュナフとトム・ロスロックによってプロデュースされ、1998年にリリースされた。本作ではホーンセクション、チェンバリン、ストリングスなどを用いた多様なアレンジに挑戦する一方で、従来のコーラスを重ねたアコースティックな曲も収録されている。アカデミー賞ノミネートの前評判もあり、結果的にこのアルバムが彼のキャリアでもっとも売れた作品となった。
この時期のツアーでは、ポートランドを拠点に活動するバンド、クワージがサポートとオープニングアクトを担当した。元ヒートマイザーのサム・クームズと、スリーター・キニーでも活動していたジャネット・ワイスの元夫婦のデュオからなるクワージはスミスのキャリアを通じて最も関係の深いバンドであった。
5作目となるアルバム『フィギュア8』は2000年にリリース。再び『XO』のチームが集結し、一部はロンドンのアビー・ロード・スタジオでレコーディングされた。ここでもスミスは一部の曲でのドラムとベース以外をすべて自分で演奏している。『フィギュア8』では以前の作品に比べ、バンド・サウンドが前面に押し出されている。とくに、主旋律だけではなく、コーラスワークや副旋律としての各楽器の様相がオーケストラ的であり、スミス自身もビートルズやドビュッシー作品を意識したと言及している。スミスが開いた新境地は、ベックやパール・ジャムをはじめとしたミュージシャンや評論家筋には絶賛された。セールス的には、DreamWorksによるプロモーションが不十分であったため前作を下回った。
『フィギュア8』のアルバムカバーやプロモーション写真からは以前より健康になった印象のスミスが見受けられ、アコースティックソロとバックバンドを従えた『フィギュア8』ツアーも盛況であった。また、アルバムの宣伝の一環として、『レイト・ナイト・ウィズ・コナン・オブライエン』や『レイト・ショー・ウィズ・デイヴィッド・レターマン』といった有名テレビ番組にも出演している。しかし、スタジオでの緻密な多重録音により完成されたアルバムの曲をライブで再現することの困難さ、特にバックバンドの大音量にかきけされてしまうスミスの声の細さは彼を悩ませることになる。自身の声質への自信喪失は、アルバムの出来自体への自問にも繋がり、ツアーの終わり頃からヘロインを常用するようになる。

### 苦境とそこからの脱却

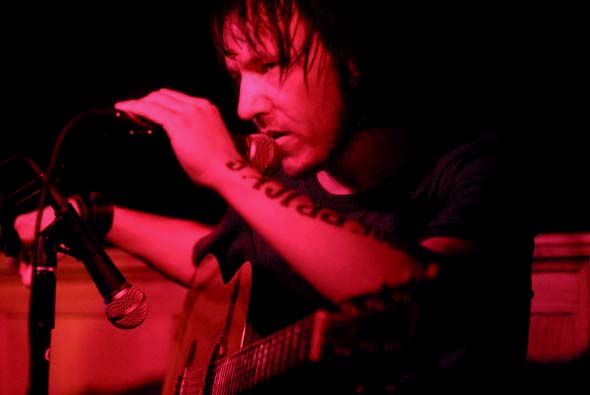
ニューヨーク　2003年

『フィギュア8』に続くアルバムは当初、ロブ・シュナフとの間で計画されていたが、このセッションは完成を迎えずに中断されてしまう。また、スミスは『ローマン・キャンドル』の頃からマネージャーを務めてきたマーガレット・ミトルマンとしだいに距離を置くようになっていた。結局、スミスは友人のジョン・ブライオンと二人きりでレコーディングを開始。二人はアルバムのためのかなりの量の曲をレコーディングしたが、スミスのドラッグ、アルコール問題が衝突を引き起こし、二人の友情は終わりを告げる。ショックを受けたスミスはレコーディングの成果物を全て破棄してしまう。
2001年5月、今度はほぼ一人で6作目となるアルバムのレコーディングを再開。レコーディングを手伝ったゴールデンボーイのディヴィッド・マコーネルによれば、この時期のスミスは1500ドル相当のヘロインとクラックを一日で消費し、しばしば自殺願望を口にし、何度もオーバードースを起こしそうになっていたという。このセッションには、スティーヴン・ドローズ（フレーミング・リップス）とスコット・マクファーソンがドラムで、サム・クームズがベースとバッキングボーカルで参加した。
2001年、ウェス・アンダーソン監督の映画『ザ・ロイヤル・テネンバウムズ』において「Needle In The Hay」が劇中歌として使われる。もともとスミスはビートルズの「ヘイ・ジュード」のカバーを提供する予定だったが、期限に間に合わせることができなかったため、アンダーソンは代わりにオーケストラに演奏させた。アンダーソンは後に、「彼は悪い状態だったから、とても無理だった」と語っている。
2001年から2002年にかけてスミスはほとんどライブ活動を行っていないが、2001年12月20日ポートランドのCrystal Ballroomで行われたショウのレポートは、彼の外見と行動に対する懸念を示していた。髪は伸び放題で脂ぎっており、顔は無精ひげにおおわれ、やつれていた。薬物あるいはアルコールの影響からか、彼は演奏中にしばしば記憶障害に陥り、指の動きもおぼつかなかった。スミスが歌詞（時折ギターのコードも）を思い出せないとき、観客はしばしばそれを叫んで教えなければならなかった。2002年に行われた3つのライブのうちの1つは、5月2日にウィルコとのダブルヘッドライナーとして行われたが、スミスのパフォーマンスは「疑う余地無くこれまでのミュージシャンにおける最悪のショウの一つ」、「耐え難い……悪夢」と評された。オンラインマガジンのGlorious Noiseのリポーターは「エリオット・スミスがこの1年以内に死んでも驚かないだろう」と述べている。
2002年の11月25日には、ベックとフレーミング・リップスのライブ会場にて、ロサンゼルス市警の警官と乱闘騒ぎを起こしている。スミスは一緒にいた彼女と共に身柄を拘束され、留置場で一晩過ごした。
このような苦境の中、2002年末からスミスは神経伝達物質修復センターに通い、点滴治療によってドラッグ中毒を克服した。さらには長年に渡って依存していたアルコールや抗うつ薬を断つことにも成功。ちょうど34歳の誕生日を迎えた頃にはクリーンな体に戻っていた。この時期にはノイズミュージックに入れ込み、iMacを使ったレコーディングにも取り組んでいる。また、映画『サムサッカー』のサウンドトラックのためにビッグ・スターの「Thirteen」と、キャット・スティーヴンスの「Trouble」のカヴァーなどを録音している。映画監督のスティーヴ・ハンフトはスミスの生前最後の6ヶ月を「トンネルを抜けた先にある光」のようだったと表現している。また、スミス自身もアルバム完成を目前に控えたインタビューでこう語っている
「ここ数年、本当に自暴自棄になっていた。でも今日は気分がいい。これはいいアルバムになると思うよ」。

### 突然の死

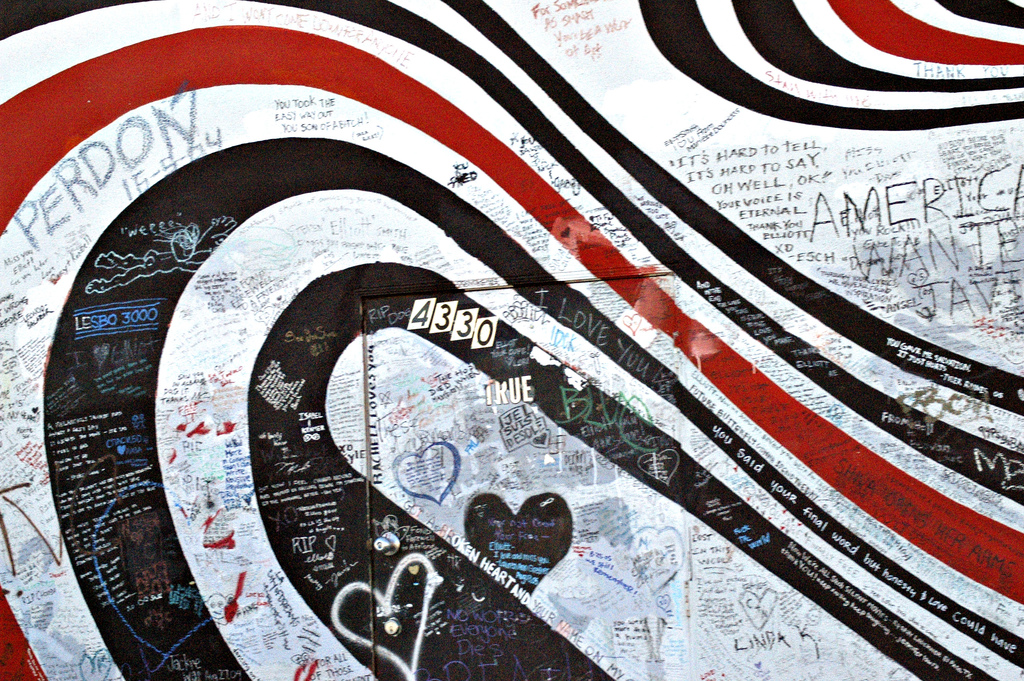
Solutions Audioの壁面 2006年8月

2003年10月21日、スミスは胸に負った二箇所の刺し傷が原因で死去。34歳だった。スミスと同棲していたジェニファー・チバによると、当日二人は口論をしチバはバスルームに閉じこもっていたが、突然叫び声が聞こえたので飛び出してみると、そこにはキッチンナイフが胸に刺さった状態のスミスが立っていた。彼女はナイフを引き抜いて、救急車を呼んだが、スミスは搬送先の病院で午後1時36分に死亡した。当初は自殺とみられたが、公開された検視報告書では殺人の可能性も否定されていない。現場に残された付箋には「ほんとうに悪かったな。愛してるよ。神よ我を許したまえ (I'm so sorry—love, Elliot. God forgive me.)」と遺書のようなメモが残されていた。
スミスの死後、ロサンゼルス郊外にあるオーディオ関連製品の修理店Solutions Audioの壁面(『フィギュア8』のカバーに使用された)には多くのファンが訪れ、花束や蝋燭をささげ、メッセージを寄せるようになった。

### 死後のリリース
遺作となったアルバム『フロム・ア・ベースメント・オン・ザ・ヒル』は2004年10月19日にリリースされた。遺族の希望により、本作の仕上げとミックスはロブ・シュナフとジョアンナ・ボルム（スミスの元彼女）が行っている。スミス自身は2枚組でのリリースを生前より望んでいたが、15曲入りの1枚のアルバムとしてリリースされた。
さらに、2007年5月8日にはKill Rock Starより2枚組アルバム『ニュー・ムーン』がリリースされた。このアルバムの収録曲は1994年から1997年にかけて録音されたもので、未発表曲、デモ、シングルB面曲で構成されている。売り上げによって得られた利益の大半はポートランドにある慈善団体に寄付された。

## 使用楽器

### アコースティック・ギター
- ヤマハ・FG-180
- ギブソン・J-45
- ノーマン製 12弦アコースティック・ギター

### エレクトリック・ギター
- ギブソン・ES-330
  - 1969年以前のモデルと1969年以後のモデルの2本（色違い）を所有。それぞれチューニングを変えて使い分けていた。

### その他
スミスはマルチプレイヤーであり、ピアノ、ベース、ドラム、クラリネット、ハーモニカなどの楽器も演奏した。特にピアノに関しては難解なセルゲイ・ラフマニノフの楽曲を弾きこなす技術を持っていた。

## ディスコグラフィ

### スタジオ・アルバム
- 『ローマン・キャンドル』 - Roman Candle (1994年)
- 『エリオット・スミス』 - Elliott Smith (1995年)
- 『イーザー / オア』 - Either/Or (1997年)
- 『XO (エックス・オー)』 - XO (1998年)
- 『フィギュア8』 - Figure 8 (2000年)

### 死後に発表されたアルバム
- 『フロム・ア・ベースメント・オン・ザ・ヒル』 - From a Basement on the Hill (2004年)
- 『ニュー・ムーン』 - New Moon (2007年) ※コンピレーション
- 『アン・イントロダクション・トゥ・エリオット・スミス』 - An Introduction to... Elliott Smith (2010年) ※コンピレーション

## 日本公演

### 1999年
- 1月12日 大阪:心斎橋クラブクアトロ
- 1月14日 東京:渋谷クラブクアトロ
- 1月15日 東京:渋谷クラブクアトロ

### 2000年
- 7月28日 フジ・ロック・フェスティバル 1日目
- 12月3日 東京:新宿リキッドルーム
- 12月4日 東京:新宿リキッドルーム
- 12月6日 福岡:DRUM Be-1
- 12月7日 名古屋:名古屋クラブクアトロ
- 12月8日 大阪:心斎橋クラブクアトロ